# Alfons Janssens (sportbestuurder)
Alfons Fons Janssens was een Belgisch korfballer en sportbestuurder.

## Levensloop
Janssens begon zijn spelerscarrière in 1920 bij Scaldis, waarvan hij een van de stichtende leden was. Later werd hij voorzitter van deze korfbalvereniging, een functie die hij uitoefende van 1931 tot 1965.
Daarnaast was Janssens actief bij de Koninklijke Belgische Korfbalbond (KBKB), waarvan hij eveneens een van de stichtende leden was. Bij de KBKB was hij onder meer voorzitter van het scheidsrechtercomité, de technische commissie, het jeugdcomité en de redactie van het officieel orgaan. In 1952 werd hij aangesteld als penningmeester en in 1962 volgde hij Charles Zijs op als voorzitter. Zelf werd hij in deze hoedanigheid in 1970 opgevolgd door Livin Van Den Breede.
De 'Alfons Janssens Trofee' werd naar hem vernoemd. Deze trofee wordt uitgereikt aan de winnaar van de Europacup.